# Лаванда узколистная
Лава́нда узколи́стная, или Лаванда настоя́щая, или Лаванда колоси́стая, или Лаванда колоско́вая, или Лаванда ко́лосовая (лат. Lavándula angustifólia) — травянистое растение, вид рода Лаванда (Lavandula) семейства Яснотковые (Lamiaceae).

## Распространение и среда обитания
Родиной считается французское и испанское побережье Средиземного моря; натурализовано повсеместно в Европе, Северной Африке и Северной Америке. В России произрастает на Черноморском побережье.

## Ботаническое описание

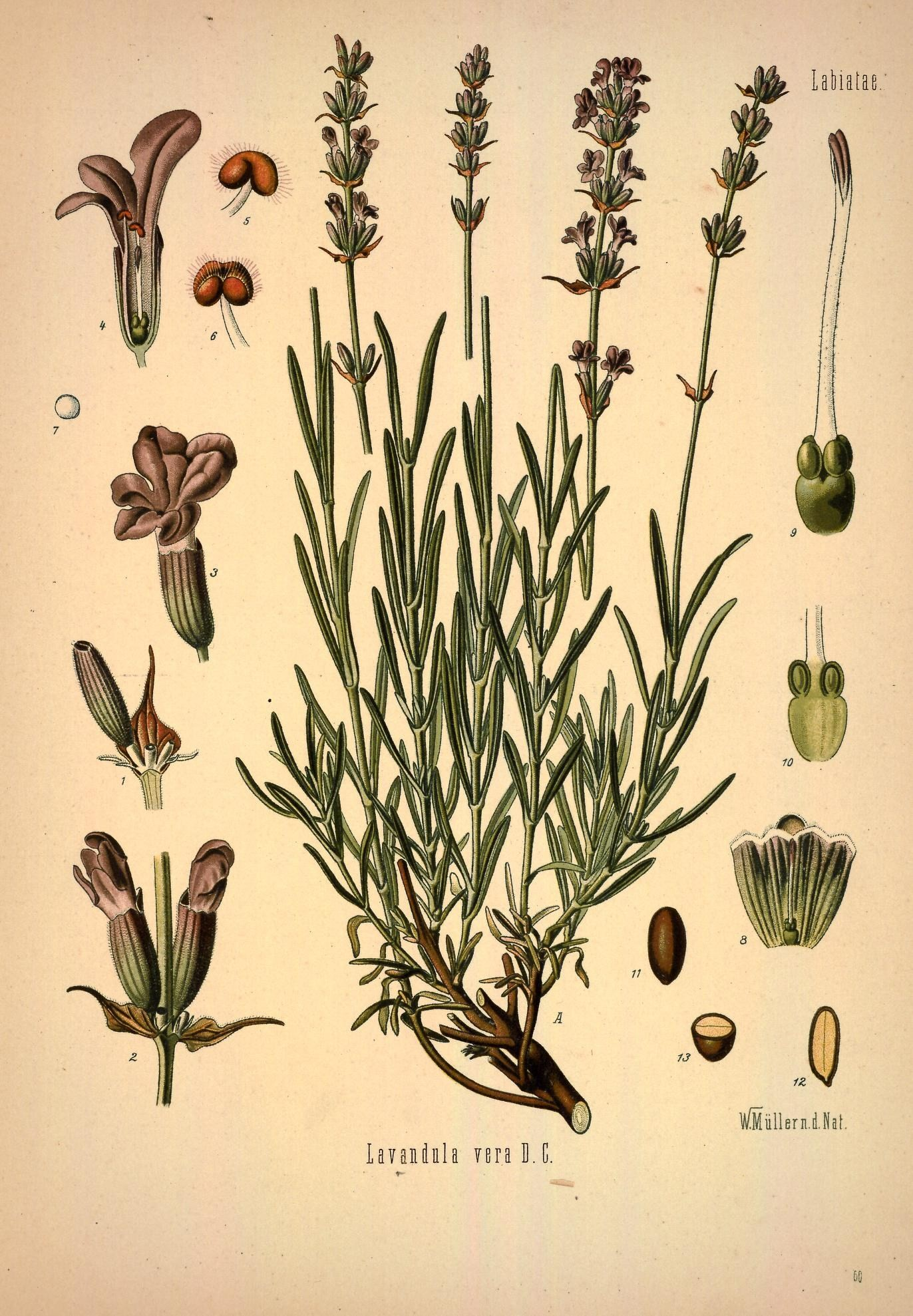

Вечнозелёный, сероватый от опушения полукустарник высотой 30—60 (100) см, с сильным запахом.
Корень отсутствует. Корневище деревянистое, в верхней части ветвистое.
Нижние одревесневающие ветви сильно разветвлённые, приподнимающиеся, несущие многочисленные молодые побеги; цветоносные побеги четырёхгранные с длинным верхним междоузлием.
Листья супротивные, сидячие, продолговато-линейные, с завёрнутыми краями, 2—6 см длиной, зелёные или серо-зелёные от опушения.
Цветки собраны в ложные мутовки, образующие колосовидные соцветия. Венчик двугубый, длиной около 1 см, обычно голубовато-фиолетовый, опушённый.
Плод состоит из четырёх орешков, заключённых в остающуюся чашечку.

## Растительное сырьё
Все части растения содержат эфирное (лавандовое) масло: 
- листья — до 0,4 %
- стебли — до 0,2 %
- значительное количество его накапливается в соцветиях — 3,5—4,5 % (по другим данным, 0,8—1,6 %[1]).

Главной составной частью масла (30—60 %) являются сложные эфиры спирта L-линалоола и кислот (уксусной, масляной, валериановой и капроновой). Кроме того, в нём обнаружены цинеол, гераниол, борнеол и др. В цветках содержатся также дубильные вещества (до 12 %), горечи и смолы, урсоловая кислота, кумарин, герниарин. Кумарин и герниарин в процессе гидродистилляции перегоняются одновременно с эфирным маслом.
Цветки обладают мочегонным, противосудорожным и седативным действием, улучшающим мозговое кровообращение. Лавандовое масло обладает антисептическими и бактерицидными свойствами. Раствор эфирного масла стимулирует заживление ран без грубых рубцов на коже.

## Значение и применение
Лаванда применялась ещё древними греками и римлянами.
Растение обладает сильным пряным запахом и пряно-терпким вкусом. Эфирное масло широко применяется в производстве парфюмерно-косметических изделий и в ликёро-водочной промышленности. Цветки и масло лаванды употребляются как пряность в кулинарии, в частности, она популярна в испанской, французской и итальянской кухне. Из-за сильного аромата лаванду добавляют лишь в некоторые блюда. 
Во время копчения изделий лаванда вместе с ягодами можжевельника добавляется к тлеющим опилкам. Некоторые гурманы используют лаванду для приготовления зелёного масла и блюд из овощей вместе с чабером, укропом и шалфеем. Используется она также для приготовления зелёных соусов и добавляется в супы из рыбы.
Лавандовое масло входит в состав препаратов, обладающих нейро- и миотропной активностью, а также в ингаляционную жидкость, являющуюся действенным профилактическим средством против гриппозных инфекций. Успокаивающее действие лаванды при неврастении и сердцебиениях используют в виде лечебных ванн. В Болгарии масло лаванды применяют в стоматологии и для лечения ингаляциями ринитов, ларингитов, пневмонии. Ранее лавандовое масло использовали для улучшения запаха лекарств.
В народной медицине спиртовые растворы масла лаванды и цветки использовали при лечении мигрени, неврастении, ревматизма, сердечно-сосудистых заболеваний, при мочекаменной болезни и пиелонефрите, для лечебных ванн при воспалении суставов, как ранозаживляющее, при кожных заболеваниях и невралгиях, ушибах, вывихах и параличах.
Оно включено в гигиенический препарат для ухода за животными и предупреждения их заболеваний.
В быту цветки лаванды служат отпугивающим средством от комаров, москитов и предохраняют шерстяные изделия от моли.
Ценное декоративное растение. В Крыму и на Кавказе лаванда узколистная применяется для озеленения сухих каменистых мест, создания бордюров. В Московской области может выращиваться, но плохо зимует.
Большое значение имеет в борьбе с эрозией почв.

### Пчеловодство
Цветки лаванды чрезвычайно охотно посещаются пчёлами, так как выделяют много нектара. Поэтому площади, занятые этой культурой представляют большую ценность для медосбора: с каждого гектара представляется возможность получить до 150 кг мёда. На 1 га лаванды можно ставить в среднем 4—6 семей. Практически же ульев ставится значительно больше нормы, поскольку пчеловоды выезжают на лаванду с большой охотой. В удачные годы, каким был, например, 1959 г., в Зуйском районе (ныне не существующем) Крыма семьи пчёл на лаванде собирали по 6—7 кг мёда в день. Лавандовый мёд отличается приятным ароматом и вкусом и обладает целебными свойствами. Он по праву должен быть отнесен к первосортным мёдам.